# Luca Masali
Luca Masali (Torino, 14 marzo 1963) è uno scrittore italiano, attivo nell'ambito della fantascienza e del giallo.
Le sue opere sono in genere caratterizzate da un'ambientazione storica.
Essendo appassionato di Droni e Aeromodellismo, nel 2014 fonda Dronezine (rivista cartacea e online sui droni) di cui tutt'oggi è direttore.

## Biografia
Le prime pubblicazioni di Masali sono ucronie, ovvero storie ambientate in una dimensione storica alternativa. Le sue prime tre pubblicazioni, I biplani di D'Annunzio, La perla alla fine del mondo e La balena del cielo, costituiscono una trilogia di romanzi ambientati durante una Grande Guerra rivisitata, che non si conclude nel 1918 ma, a causa di interferenze dal futuro, continua negli anni venti.
Il primo dei tre romanzi vince il Premio Urania e, tradotto in francese, anche il Prix Bob Morane del Salone del Libro Fantastico di Bruxelles; nel 2013 viene tradotto in giapponese dall'editore di Tokyo c-Light. Il secondo romanzo si aggiudica il Premio Italia del 1999 e viene tradotto in francese e spagnolo. Attraverso l'espediente del paradosso temporale, la trilogia affronta temi di politica contemporanea come l'ideologia panslavista o la difficoltà dei rapporti fra il mondo occidentale e quello islamico.
Temi a fondo storico si ritrovano anche nei successivi romanzi, non fantascientifici ma ancora ricchi di spunti fantastici. L'Inglesina in soffitta, ad esempio, è una spy-story ambientata sul Lago di Como negli anni del Ventennio fascista; da quella che appare una indagine poliziesca si sviluppa una storia che contamina generi diversi, dalla commedia al romanzo storico, con l'entrata in scena, tra l'altro di Ettore Majorana e del mistero della sua scomparsa. Il romanzo vince il Premio Azzeccagarbugli per il romanzo giallo. Il romanzo La vergine delle ossa pur non avendo contenuti ucronici mette in scena personaggi storici, tra cui Cesare Lombroso ed Emilio Salgari in un noir psicologico in gran parte ambientato nel manicomio di Collegno alla fine del XIX secolo.
Nel 2008 l'editore Sironi ripubblica in volume antologico il romanzo breve La balena del cielo che dà il titolo alla raccolta insieme all'inedito Virata Desenzano.
Nel 2012 Il Saggiatore pubblica La maledetta vecchia signora, romanzo picaresco ambientato nella Torino degli anni ottanta, tradotto successivamente in francese da Editions Métailié di Parigi.
Giornalista professionista e appassionato di aviazione e aeromodellismo, dal 2014 dirige la rivista Dronezine, testata digitale e cartacea specializzata nel settore dei droni.

## Opere
- I biplani di D'Annunzio, Urania, Arnoldo Mondadori Editore, 1995; Parigi: Fleuve Noir, 1995; Lugano: Todaro, 2002; Milano: Sironi, 2006; Tokyo: CLights, 2013
- La perla alla fine del mondo, Urania, Arnoldo Mondadori Editore, 1999; parigi: Payot Rivages; Milano: Sironi, 2007; Tokyo: CLights 2014
- La balena del cielo, romanzo breve, in Tutti i denti del mostro sono perfetti, Urania, Arnoldo Mondadori Editore
- L'inglesina in soffitta, Sironi, 2004
- La vergine delle ossa, Castelvecchi, 2010
- La maledetta vecchia signora, Il Saggiatore, 2013;  Editions Métailié, Parigi, 2014.